# Morino (Abruzzen)
Morino ist eine italienische Gemeinde (comune) mit 1302 Einwohnern (Stand 31. Dezember 2023) in der Provinz L’Aquila in den Abruzzen. Die Gemeinde liegt etwa 74 Kilometer südlich von L’Aquila, gehört zur Comunità montana Valle Roveto und grenzt unmittelbar an die Provinz Frosinone (Latium). Der Liri fließt an der östlichen Gemeindegrenze.

## Geschichte
1915 wurde die Gemeinde vom Erdbeben von Avezzano stark in Mitleidenschaft gezogen. Die Altstadt Morino wurde völlig zerstört und aufgegeben, um weiter flussabwärts neu aufgebaut zu werden. Die Ruinen der Häuser und die alten Straßen von Morino Vecchio sind noch heute sichtbar.

## Verkehr
Der Bahnhof Civita d'Antino-Morino liegt an der Bahnstrecke von Avezzano nach Roccasecca. Die östliche Gemeindegrenze bildet die Strada Statale 690 Avezzano-Sora.